# Milanès
El milanès o milanés és el dialecte central del llombard occidental. Es parla principalment a Milà i la seva província i al nord de la província de Pavia.

## Distribució
La parla del milanès es concentra principalment al voltant de Milà i la seva província, arribant fins al nord de la província de Pavia. Es parlen subdialectes del milanès a l'oest de la província (Castano Primo, Turbigo, Abbiategrasso, Magenta), a l'est (Gorgonzola, Cassina de' Pecchi, Cernusco sul Naviglio, Segrate, Bellinzago), zones al nord de la Naviglio Martesana (Carugate, Cassano d'Adda, Inzago, Gessate) i a certes àrees on el dialecte esdevé de transició (entre Saronno i Rho), al sud (Binasco i Melegnano), i al nord de la província de Pavia (nord de la línia entre Bereguardo i Landriano, que inclou Trovo i Casorate Primo).